# Охтерзум
Охтерзум (нем. Ochtersum) — община в Германии, в земле Нижняя Саксония.
Входит в состав района Виттмунд. Подчиняется управлению Хольтрим. Население составляет 919 человек (на 31 декабря 2010 года). Занимает площадь 10,82 км².
| Год  | Население |
| ---- | --------- |
| 1990 | 982       |
| 1995 | 993       |
| 2000 | 955       |
| 2005 | 961       |
| 2010 | 924       |